# Vildfågel
Vildfågel (Opfergang) är en tysk dramafilm från 1944 i regi av Veit Harlan, baserad på Rudolf G. Bindings novell Der Opfergang. Liksom i flera av regissörens filmer gör hans hustru Kristina Söderbaum den kvinnliga huvudrollen. Den manliga huvudrollen görs av Carl Raddatz. Filmen spelades in i det dyra färgfilmsformatet Agfacolor 1942–1943, men få tyskar kunde vid premiären se den i det vid tiden svårt krigsdrabbade och kaotiska Tyska riket. Den har år 2016 restaurerats av Murnau Stiftung. Filmen är på ytan ingen propagandafilm, men berör ändå teman inom nationalsocialistisk ideologi. Exempelvis citeras Friedrich Nietzsche i filmen och döden glorifieras.
Filmen utspelas bland en samling intellektuella personer i Hamburg.

## Rollista
- Carl Raddatz – Albrecht
- Kristina Söderbaum – Äls Flodéen
- Irene von Meyendorff – Octavia Froben
- Franz Schafheitlin – Mathias
- Ernst Stahl-Nachbaur – Sanitätsrat Terboven
- Otto Treßler – Froben
- Annemarie Steinsieck – Frau Frober
- Frida Richard – Frau Steinkamp
- Paul Bildt – notarien